# بنجامين هالويل كاريو
بنجامين هالويل كاريو (بالإنجليزية: Benjamin Hallowell Carew)‏ هو ضابط أمريكي، ولد في 1761 في بوسطن في الولايات المتحدة، وتوفي في 2 سبتمبر 1834.